# Sammy and Rosie Get Laid
Sammy and Rosie Get Laid (en España, Sammy y Rosie se lo montan; en Argentina y Chile, Sammy y Rosie van a la cama) es una película de 1987 de Stephen Frears, con guion de Hanif Kureishi.
Sammy (Ayub Khan-Din) y Rosie (Frances Barber) viven aventuras amorosas cada uno por su lado hasta que el padre de Sammy (Shashi Kapoor) viene a visitarlo.
Es una película en la que se refleja un matrimonio poco convencional: Marido y mujer comparten todo menos el sexo, que lo viven fuera del matrimonio; su complicidad es tal que llegan a hacerse confidencias de sus aventuras extramatrimoniales.

## Reparto
| Actor           | Personaje |
| --------------- | --------- |
| Shashi Kapoor   | Rafi      |
| Frances Barber  | Rosie     |
| Claire Bloom    | Alice     |
| Ayub Khan-Din   | Sammy     |
| Roland Gift     | Danny     |
| Meera Syal      | Ranii     |
| Lesley Manville | Margy     |

- Datos: Q1384699